# Christian Gottlieb Perschke
Christian Gottlieb Perschke (* 1756 in Insterburg; † 16. April 1808 in Weissig) war ein deutscher evangelischer Theologe und Pädagoge.

## Leben
Auf dem Königsberger Collegium Fridericianum vorgebildet, besuchte er das Akademische Gymnasium Danzig und bezog anschließend die Universität Göttingen, wo er Theologie, Pädagogik und Philologie studierte.
1777 wurde Perschke Lehrer im Kloster Berge. Im nächsten Jahr besuchte er auf einer Reise das Philanthropinum Dessau und billigte anschließend, dass sich seine Schüler ihre Haare kürzten, wie die Schüler des Philanthropinums. Dies allerdings widersprach dem damaligen Modegeschmack. Besonders störte sich daran der Klosterberger Abt Friedrich Gabriel Resewitz. Streitereien mit diesem Abt sorgten schließlich dafür, dass Perschke seine Lehrstelle aufgeben musste.
Zunächst ließ sich Perschke als Privatgelehrter in Magdeburg nieder, 1780 allerdings wurde er von einem Grafen nach Sulau berufen, wo er sowohl Leiter als auch Inspektor einer Schule wurde. Dieser interessierte sich für das Freimaurertum, sodass Perschke, ein Freimaurer, in Magdeburg durch Reden vor einer Loge die Gunst des Grafen erwerben konnte.
1781 erhielt Perschke das Amt des Mittagspredigers, 1785 ging er schließlich nach Weissig und gründete eine Schule, deren Leiter er wurde.
1808 verstarb Perschke. In einer seiner Schriften bezeichnet er sich als Rath u. Prediger, ihm konnten diese Ämter laut der Allgemeinen Deutschen Biographie aber nicht nachgewiesen werden. Johann Georg Meusel hingegen tituliert ihn als herzoglich Sachsen-Gothaischen Rat und seit 1785 als Weissiger Prediger.

## Wirken
Perschke schrieb Schriften über Theologie und Pädagogik. Eins seiner Werke war das sechsbändige Kinderlesebuch Jugendbeobachter, dessen Name als unpassend gewertet wurde. Das Lesebuch wurde schnell vergessen, dies lag laut Heinrich Döring am erkünstelten und manierirten Styl. Es wurde deswegen der Jugend eben nicht empfohlen. Seine weiteren Werke hingegen wurden positiver aufgenommen, beispielsweise die Religionsvorträge, obgleich auch diese eine gezierte Sprache besaßen. Trotzdem betitelt ihn Samuel Baur (1768–1832) als nicht unter unsere bessern pädagogischen Schriftsteller gehörend.
Weiter schrieb Perschke ein Werk über den Theologen Gotthelf Traugott Zachariae und Aufsätze im Freidenker von Friedrich von Matthisson. Er verfasste daneben einen Kommentar zum Propheten Habakuk. Auf dem Gebiet des Alten Testaments schrieb er außerdem eine Schrift, in der er gegen die Deutung des Psalm 110 durch Moses Mendelssohn anhand der Erbauung von Rabba und den Kommentar Friedländers polemisierte. Perschke hingegen schlug für die Psalmauslegung eine messianische Beziehung vor.

## Schriften
- Steinhöfel’s Predigten, mit Vorrede und einer Dorfpredigt herausgegeben (Hannover 1776)
- Gotthelf Traugott Zachariä’s theologisch-philosophische Abhandlungen, mit Vorrede und Anmerkungen (Lemgo 1776)
- Der Jugendbeobachter, zu Fortbildung des Geistes, Geschmacks und Herzens erwachsener Jugend gewidmete Schriften (sechs Bände, Hannover 1776–1780)
- Schreiben an J. zu M. über den Marienwerdeschen Garten bei Hannover (1777)
- Züge des gelehrten und sittlichen Charakters Gotthelf Traugott Zachariä’s (Bremen 1777)
- Habakuk, vates olim Hebraeus, imprimis ejusdem hymnus, denuo illustratus; adjecta est versio Theotisca (Frankfurt/Leipzig 1777, Online)
- Religionsvorträge, den Studirenden in Kloster-Bergen gehalten (Halle 1779)
- Briefwechsel über das Erziehungsinstitut zu Nachterstadt (Halle 1779)
- Einladungsschrift zur Schulprüfung zu Sulau (Breslau 1781)
- Moses Mendelssohns Uebersetzung des 110ten Psalms, sammt Herrn Friedländers Commentar darüber, beleuchtet (Berlin 1788)
- Orthometrie für Schulen jeder Art, besonders derer Lehrer, für beginnende Dichter, für höhere Lehrstühle und Kanzeln, für Schaubühnen und für Musiksetzung poetischer Stücke (Frankfurt an der Oder 1808)